# Supertramp
Supertramp är ett brittiskt pop/rockband bildat 1969/1970. Fram till 1983 präglades musiken av de två gruppledarna och låtskrivarna Rick Davies och Roger Hodgson, varefter Hodgson lämnade bandet och startade en solokarriär.

## Historik
Gruppen började sin musikaliska karriär inom progrocken. Man bildades 1969 under namnet Daddy och bytte tidigt 1970 namn till det nuvarande. De två första albumen, Supertramp (1970) och Indelibly Stamped (1971) väckte dock föga intresse.
1974 kom genombrottet med albumet Crime of the Century och låten "Dreamer", en av deras första framgångsrika låtar. Det var nu som Supertramp skapade sitt speciella sound. Rick Davies och Roger Hodgson blev ett starkt låtskrivarpar som kom att skapa några odödliga klassiker i mitten av och i slutet av 1970-talet. Från 1972–1988 var Dougie Thomson gruppens basist, och trummisen Bob Siebenberg och multiinstrumentalisten John Helliwell var medlemmar från 1973–1988.
År 1979 släpptes albumet Breakfast in America som gjorde stor succé. Albumet var mer poporienterat än tidigare och innehöll några av gruppens största hits, som "Breakfast in America", "The Logical Song" och "Goodbye Stranger". 1983 lämnade Hodgson gruppen efter att ha medverkat på albumet ...Famous Last Words... med hiten "It's Raining Again".
Supertramp upplöstes 1988, men återbildades av Davies igen tillsammans med Siebenberg och Helliwell 1996–2002. Hodgson var dock inte med i återföreningen på grund av samarbetssvårigheter, och Thomson medverkade inte heller.

## Bandmedlemmar
Nuvarande medlemmar
- Rick Davies – sång, keyboard, munspel, melodika (1970–1988, 1996–2002, 2010–)
- Bob Siebenberg – trummor, percussion (1973–1988, 1996–2002, 2010–)
- John Helliwell – träblåsinstrument, keyboard, bakgrundssång (1973–1988, 1996–2002, 2010–)
- Mark Hart – sång, keyboard, gitarr (1996–2002, 2015–; turnerande medlem: 1985–1988)
- Carl Verheyen – gitarr, percussion, bakgrundssång (1996–2002, 2010–; turnerande medlem: 1985-1986)
- Cliff Hugo – basgitarr (1996–2002, 2010–)
- Lee Thornburg – trombon, trumpet, keyboard, bakgrundssång (1996–2002, 2010–)
- Jesse Siebenberg – sång, gitarr, percussion (1997-2002, 2010–), keyboard (2010–)
- Gabe Dixon – keyboard, tamburin, sång (2010–)
- Cassie Miller – bakgrundssång (2010–)

Tidigare medlemmar
- Roger Hodgson – sång, keyboard, gitarr, basgitarr (1970–1983)
- Richard Palmer-James – gitarr, sång (1970–1971)
- Keith Baker – trummor (1970–1970)
- Robert Millar – trummor, percussion (1970–1971)
- Dave Winthrop – träblåsinstrument, sång (1970–1973)
- Kevin Currie – trummor, percussion (1971–1973)
- Frank Farrell – basgitarr, bakgrundssång (1971–1972)
- Dougie Thomson – basgitarr (1972–1988)
- Tom Walsh – percussion (1996–1997)

## Diskografi

### Album
- 1970 – Supertramp
- 1971 – Indelibly Stamped
- 1974 – Crime of the Century
- 1975 – Crisis? What Crisis?
- 1977 – Even in the Quietest Moments...
- 1979 – Breakfast in America
- 1980 – Paris (Live-dubbel)
- 1982 – ...Famous Last Words...
- 1985 – Brother Where You Bound
- 1987 – Free as a Bird
- 1997 – Some Things Never Change
- 2001 – Is Everybody Listening?
- 2002 – Slow Motion

### Singlar
- Oktober 1971 – "Forever"
- April 1974 – "Land Ho"
- Februari 1975 – "Dreamer"
- April 1975 – "Bloody Well Right"
- Juni 1976 – "Sister Moonshine"
- Maj 1977 – "Give a Little Bit"
- November 1977 – "Babaji"
- Februari 1978 – "From Now On"
- Mars 1979 – "The Logical Song"
- Juni 1979 – "Breakfast in America"
- Augusti 1979 – "Goodbye Stranger"
- Oktober 1979 – "Take The Long Way Home"
- September 1980 – "Dreamer" (live)
- November 1980 – "Breakfast in America" (live)
- Oktober 1982 – "It's Raining Again"
- Januari 1983 – "My Kind of Lady"
- Februari 1985 – "Still in Love"
- April 1985 – "Cannonball"
- September 1985 – "Better Days"
- Oktober 1987 – "I'm Beggin' You"
- Februari 1988 – "Free as a Bird"
- Juli 1992 – "School"
- Maj 1997 – "You Win, I Lose"
- Juli 1997 – "Listen to Me, Please"